# Aplidium loricatum
Aplidium loricatum är en sjöpungsart som först beskrevs av Radovan Harant och Vernières 1938.  Aplidium loricatum ingår i släktet Aplidium och familjen klumpsjöpungar. Inga underarter finns listade i Catalogue of Life.